# 油竹街道
油竹街道，是中华人民共和国浙江省丽水市青田县下辖的一个街道办事处，范围东与温溪镇相邻，南与温州市瓯海区相接，西靠山口镇，北邻瓯南街道，2012年由原鹤城镇分拆而来。

## 行政区划
油竹街道下辖以下地区：
官塘社区、芝竹社区、侨中社区、油竹上村、油竹下村、雅岙村、东赤村、彭括村、小口村、麻宅村和秋炉坑村。